# Серый мазама
Серый мазама (лат. Mazama gouazoubira) — один из видов мазам, обитающий в лесах Южной Америки.
Длина тела от 88,2 до 106 см, длина хвоста 83—190 мм, длина ушей 95—121 мм; высота в холке 50—65 см, масса 11—25 кг. Самцы имеют простые рога длиной примерно 7—10 см.
Окраска меха у особей, живущих в степи, светло-коричневого цвета, в то время как лесные популяции, как правило, тёмные и поседевшие. В пределах одной популяции существуют значительные индивидуальные различия. Нижняя сторона хвоста белого цвета. Самцы этого вида сбрасывают рога каждые 18—24 месяца. Серого мазаму можно легко отличить от ближайших видов по оранжевому окрасу спины, большим округлым ушам, мелким глазам и орбитальным полостям.
Вид распространён к востоку от сухого региона перед Андами в Аргентине и Боливии до побережья Атлантического океана на западе (Бразилия, Парагвай), его северная граница находится к югу от региона Амазонки, а южная граница включает в себя весь Уругвай и к провинции Энтре-Риос в Аргентине. Численность популяции, вероятно, снижается в связи с ростом количества населения. В Бразилии плотность составляет 0,35—1 особей на км (Pinder 1997); в Боливии — 5—12 особей на км (Rivero et al. 2004). Этот вид встречается от умеренно влажных до засушливых районов, где есть участки редколесья или кустарника. Серый мазама отсутствуют в районе Амазонки, вид избегает густых лесов, хотя занимает опушки леса. Он избегает открытых пространств, но может питаться в этих областях, в том числе на многих сельскохозяйственных плантациях, если поблизости растут деревья.
Питается большим разнообразием видов растений, а также плодами в зависимости от региона, времени года и их наличия. Они используют корни, веточки, цветы, почки, кору и листья деревьев и кустарников, некоторые сезонно, а другие круглогодично. Поскольку серые мазамы плодоядные, они рассеивают семена разных деревьев и кустарников. Серые мазамы, как правило, одиночные животные. Редко они были замечены в группах по три особи. Они часто посещают густые заросли в течение дня, а ночью выходят на поиски корма на открытые пространства. Один из способов общения, который был изучен у серых мазам, это маркировка запахами (мочеиспускание, дефекация, трение лбом). Эти олени, вероятно, используют некоторую вокализацию для общения, также могут быть важны визуальные сигналы и позы. Замечено, что самки и детёныши чаще держатся в центре своего участка обитания по сравнению с самцами, которые часто выходят за пределы своих участков. Хищниками для вида являются оцелот, ягуар, пума, собака, человек, соколообразные.
Размножение происходит почти круглый год с деторождением во все месяцы, кроме мая, июня и июля в Аргентине и Боливии и коррелирует с сезонами дождей в Бразилии. Период беременности — 7 месяцев. Обычно рождается один детёныш, близнецы редки.
В Аргентине численность популяции, как правило, снижается из-за охоты и потери мест обитания. В Боливии численность популяции стабильна, несмотря на охоту. В Бразилии это многочисленный вид оленей, но численность сокращается в некоторых районах (Риу-Гранди-ду-Сул, Рио-де-Жанейро). В Парагвае, численность популяции в целом остаётся неизменной, но этот вид исчез с недавно урбанизированных зон и зон высокой плотности человека. В общем численность вида уменьшается из-за охоты, убийства собаками, а также потери среды обитания.
Вид встречается в ряде охранных районов по всему ареалу в 5 национальных парках и 9 провинциальных заповедниках в Аргентине, почти во всех национальных парках и частных заповедниках в Парагвае, в 7 национальных охранных районах в Боливии, а также в многочисленных природоохранных территориях в Бразилии. Охота является незаконной во многих местах (например, в нескольких аргентинских провинциях), но запрет не применяется.